# Первое послание Иоанна
Первое послание Иоанна, полное название «Первое соборное послание святого апостола Иоанна Богослова» (др.-греч. Α΄ Ἐπιστολὴ Ἰωάννου, лат. Epistula I Ioannis) — книга Нового Завета.

## История
Хотя автор послания не называет себя по имени, однако по мнению большинства богословов и лингвистов почти не вызывает сомнений, что оно написано автором Евангелия от Иоанна. Особенность построения фраз, склад мысли, именование воплощённого Бога «Словом» указывает на личность апостола Иоанна Богослова или того, кто написал от его имени Евангелие от Иоанна. Судя по всему, оно было написано в 90-х годах I века, почти сразу за Евангелием. Обращено послание к верующим малоазийских церквей.
Древнейшие из известных рукописей Послания — Синайский и Ватиканский кодексы (IV век). Послание цитируют св. св. Поликарп Смирнский и Ириней Лионский. Св. Клименту Александрийскому и Оригену из всех посланий Иоанна было известно только первое.

## Основные темы

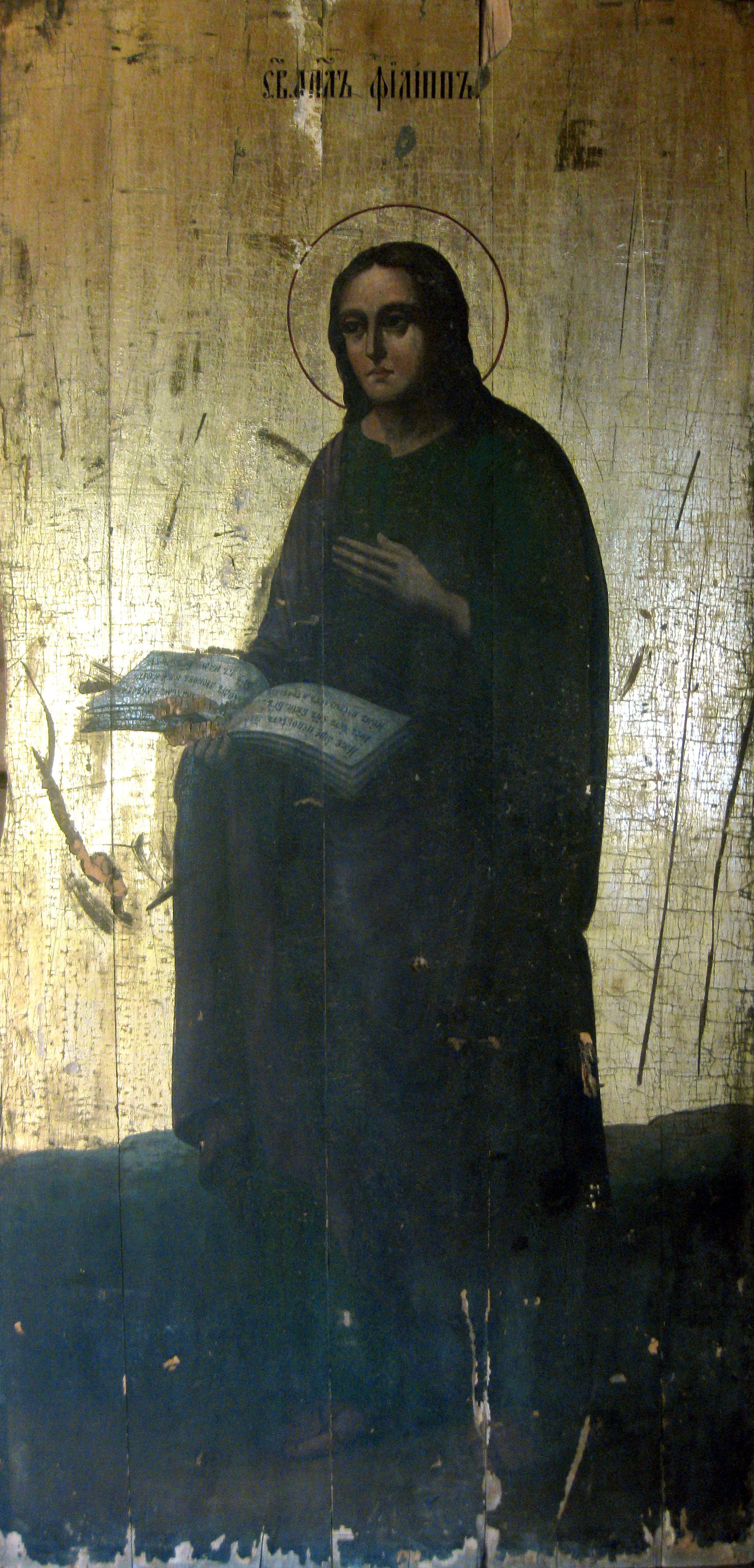
Святой апостол Филипп держит в руках книгу, видны следующие строки послания: «Иже аще исповесть, яко Иисус есть Сын Божий, Бог в нём пребывает, и той в Бозе. И мы познахом и веровахом любовь, юже имать Бог к нам. Бог любы…».

Главные темы послания — Любовь Бога и учение об Иисусе как о воплотившемся предвечном Слове Божием.
В пятой главе послания содержится один из самых спорных библейских текстов («Comma Johanneum») — «Ибо три свидетельствуют на небе: Отец, Слово и Святый Дух; и Сии три суть едино» (1 Ин, 5:7). Эти слова отсутствуют в ранних библейских текстах и, вероятно, являются позднейшей вставкой, призванной подтвердить догмат о Троице.
- Слово жизни (1:1—4)
- Бог есть свет (1:5—10)
- Христос-наш Ходатай перед Отцем, умилостивление за грехи наши.(2:1—17)
- О последних временах и об антихристе (2:18—23)
- О пребывании в истине (2:24—29)
- Дети Божии (3:1—10)
- Любовь к ближнему (3:11—24)
- Духи истины и духи заблуждения (4:1—6)
- Бог есть любовь (4:7—21)
- О вере (5:1—13)
- О силе молитвы (5:14—16)
- Заключительные слова, подытоживающие послание (5:17—21)

## Известные фразы (стихи) из Послания
- «Бог есть свет, и нет в нём никакой тьмы» (1 Ин, 1:5)
- «Они вышли от нас, но не были наши» (1 Ин, 2:19)
- «В любви нет страха, но совершенная любовь изгоняет страх» (1 Ин, 4:18)
- «Боящийся несовершен в любви» (1 Ин, 4:18)
- «Бог есть любовь» (1 Ин, 4:16)
- «Ибо три свидетельствуют на небе: Отец, Слово и Святый Дух; и Сии три суть едино. И три свидетельствуют на земле: дух, вода и кровь; и сии три об одном.» (1 Ин, 5:7)